# Список природоохранных территорий города Бохум
В список природоохранных территорий включены природные заказники Бохума (административный округ Арнсберг, земля Северный Рейн-Вестфалия, Германия). По данным на 1 октября 2023 года таких территорий девять.

## Список
| Номер  | Название                                                                             | Евро-код (CDDA) | Категория IUCN | Защищаемые биотопы        | Площадь (в га) | Число участков | Год отвода | Фотографии         |
| ------ | ------------------------------------------------------------------------------------ | --------------- | -------------- | ------------------------- | -------------- | -------------- | ---------- | ------------------ |
| BO-001 | Блюменкамп (Blumenkamp) (большая часть)                                              | 162465          | IV             | BK-4408-0001 BK-4408-0002 | 3,68           | 1              | 1980       | другие изображения |
| BO-002 | Типпельсберг- Бергер Мюлле (Tippelsberg-Berger Mühle)                                | 165898          | IV             | BK-4409-0046              | 52,96          | 1              | 1989       | другие изображения |
| BO-003 | Хофстедер Вайе (Hofsteder Weiher)                                                    | 163731          | IV             | BK-4409-0001              | 6,38           | 1              | 1989       | другие изображения |
| BO-004 | Оберес Ольбахталь (Oberes Oelbachtal)                                                | 164887          | IV             | BK-4409-0007 BK-4409-0008 | 37,84          | 1              | 1990       | нужны изображения  |
| BO-005 | Кёнигсбюшер Вельдхен (Königsbüscher Wäldchen)                                        | 318676          | IV             | BK-4509-0051 BK-4509-0052 | 13,89          | 1              | 1990       | другие изображения |
| BO-006 | Вальдзипен Хефенер Штрассе - в Лоттенталь (Waldsiepen Hevener Straße — Im Lottental) | 166152          | IV             | BK-4509-0163              | 7,90           | 1              | 1990       | другие изображения |
| BO-007 | Блюменкамп(Blumenkamp) (малая часть)                                                 | 162466          | IV             | BK-4408-0001 BK-4408-0002 | 0,27           | 1              | 1995       | нужны изображения  |
| BO-008 | Докт.-К.-Отто-Вальд унд Хёрстерхольц (Dr.-C.-Otto-Wald und Hörsterholz)              | 166152          | IV             | BK-4508-0019              | 66,65          | 1              | 2020       | другие изображения |
| BO-009 | Рурауэ Штипель (Ruhraue Stiepel)                                                     |                 | IV             | BK-4509-0011 BK-4509-0018 | 194,31         | 1              | 2020       | другие изображения |

## Планируемые природоохранные территории
В Бохуме планируется создать новые природоохранные территории:
- Кальвес/Клостербуш (Kalwes/Klosterbusch)
- Майланд Зипен унд Рурштайльхенге (Mailand Siepen und Ruhrsteilhänge)
- Гримберг (Grimberg)
- Рурштайльхенге ан дер Рауендальштрассе (Ruhrsteilhänge an der Rauendahlstraße) в Зюндерне